# Grand Prix Mazda Schelkens
 (mai 2023).
Si vous disposez d'ouvrages ou d'articles de référence ou si vous connaissez des sites web de qualité traitant du thème abordé ici, merci de compléter l'article en donnant les références utiles à sa vérifiabilité et en les liant à la section « Notes et références ».
LeGrand Prix Mazda Schelkens est une course cycliste sur route féminine créée en 2022, disputée sous la forme d'une course d'un jour, autour de Borsbeek en Belgique. Elle fait partie du calendrier de l'Union cycliste internationale en catégorie 1.2.

## Palmarès
| Année | Vainqueur       | Deuxième       | Troisième         |
| ----- | --------------- | -------------- | ----------------- |
| 2022  | Danique Braam   | Marith Vanhove | Marthe Truyen     |
| 2023  | Dina Scavone    | Marthe Truyen  | Katrijn De Clercq |
| 2024  | Martina Fidanza | Daria Pikulik  | Sara Fiorin       |
| 2025  |                 |                |                   |